# Weynshet Ansa
Weynshet Ansa Weldetsadik (amharisch ወይንሸት አንሳ; * 9. April 1996) ist eine äthiopische Hindernisläuferin.

## Sportliche Laufbahn
Erste internationale Erfahrungen sammelte Weynshet Ansa bei den Jugendweltmeisterschaften 2013 in Donezk, bei denen sie in 6:30,05 min die Bronzemedaille über 2000 Meter Hindernis gewann. Anschließend siegte sie in 9:59,46 min bei den Juniorenafrikameisterschaften in Réduit. Im Jahr darauf belegte sie bei den Juniorenweltmeisterschaften in Eugene in 9:59,31 min den fünften Platz und 2016 gewann sie bei den Afrikameisterschaften in Durban in 9:39,89 min die Bronzemedaille hinter den beiden Kenianerinnen Norah Jeruto und Agnes Chesang. Zwei Jahre später wurde sie bei den Afrikameisterschaften in Asaba in 9:27,03 min Vierte. 2019 gewann sie bei den Afrikaspielen in Rabat in 9:38,56 min die Bronzemedaille hinter ihrer Landsfrau Mekides Abebe und Mercy Wanjiru aus Kenia.
2016 und 2018 wurde Ansa äthiopische Meisterin im Hindernislauf.

## Persönliche Bestzeiten
- 3000 m Hindernis: 9:27,03 min, 5. August 2018 in Asaba